# Entodesma pictum
Entodesma pictum är en musselart som först beskrevs av G. B. Sowerby I 1834.  Entodesma pictum ingår i släktet Entodesma och familjen Lyonsiidae. Inga underarter finns listade i Catalogue of Life.